# Eric Thomas Svedenstjerna
Eric Thomas Svedenstjerna, adelsman och bergsvetenskapsman. Född 26 april 1765 på Österhammars bruk i Västmanland. Död den 14 januari 1825. Hans föräldrar var bruksägaren Erik Vilhelm Svedenstjerna och Kristina Charlotta Linman.
Efter att ha tagit en examen i bergsvetenskap vid Uppsala universitet, antogs Svedenstjerna som auskultant i Bergskollegium. 1792 utnämndes han till övermasmästare i norra distriktet. Därefter förestod han under direktör Erik Nordvalls överinseende arbetena vid Trollhätte kanal tills att arbetet var färdigställda år 1800. För detta arbete fick han en speciell belöning på 500 riksdaler av bolagsintressenterna som hade uttryckt sin stora belåtenhet med hans arbete med kanalbyggnationen. Under åren 1802-1803 företog Svedenstjerna en studieresa med understöd av Brukssocieteten till Danmark, Tyskland, Frankrike och England för att studera järnframställningen och smidesmetoder samt järntillverkningen i allmänhet. Han gav ut en bok 1804 om sin studieresa med titeln "Resa igenom en del af England och Skottland åren 1802 och 1803" som förutom alla besök vid olika järnverk och gruvor också innehåller många intressanta skildringar av samhället och levnadsvillkoren på tidigt 1800-tal i England. Han sammanträffade också med en av James Watts söner som hade börjat arbeta i sin fars firma Boulton & Watt som tillverkade ångmaskiner.
1805 förordnades han till direktör över tackjärnsblåsningen och stångjärnssmidet i Sverige samt valdes till ledamot av Vetenskapsakademien. Efter sin hemkomst från sin utlandsresa 1803 började han mer och mer anlitas för enskilda uppdrag och tog 1808 sin övermasmästareexamen. 1811 fick han en direktörsbefattning inom detta område. Han deltog också flitigt i riksdagsarbetet, och var 1810-1818 fullmäktig i riksgäldskontoret. 1812 blev han invald som ledamot i Lantbruksakademien och utnämndes 1818 till övermasmästare i södra distriktet.
Då svensk kobolt i början av 1820-talet började efterfrågas starkt i England och Frankrike, anlade Svedenstjerna nya koboltverk och skaffade sig 1824 ett års tjänstledighet för att i Paris och London göra det möjligt att öka försäljningen av svensk kobolt. Då dessa förhoppningar slog helt fel hotades Svedenstjerna av en personlig konkurs. Man antog att dessa förhållanden gjorde han den 14 januari 1825 tog sitt liv. 
Svedenstjerna som både inom och utom Sverige hade ett högt anseende inom bergsvetenskapen med stora både praktiska och teoretiska kunskaper inom sitt ämnesområde var invald ledamot av flera utländska samfund inom bergsvetenskap. Han innehade den största mineralsamling, som då fanns i Sverige. Förutom flera avhandlingar för Jernkontorets och Vetenskapsakademien räkning utgav han under åren 1807-1811 tillsammans med C. J. Liedbeck nio häften kallade Samlingar i bergsvetenskapen.
Han avled ogift.